# Control Engineering Practice
Control Engineering Practice is een internationaal, aan collegiale toetsing onderworpen wetenschappelijk tijdschrift op het gebied van de regeltechniek (control systems). De naam wordt in literatuurverwijzingen meestal afgekort tot Contr. Eng. Pract. Het wordt uitgegeven door Elsevier namens de International Federation of Automatic Control en verschijnt tweemaandelijks.